# Nhá Chica
Francisca de Paula de Jesus, conhecida popularmente como Nhá Chica (São João del-Rei, 1808 — Baependi, 14 de junho de 1895), foi uma leiga brasileira considerada beata pela Igreja Católica.

## Biografia

### Primeiros anos
Filha e neta de escravos, Francisca de Paula de Jesus nasceu em 1808, no povoado de Santo Antônio do Rio das Mortes Pequeno, um dos atuais cinco distritos de São João del-Rei, município do estado brasileiro de Minas Gerais, onde também foi batizada no dia 26 de abril de 1810.

### Mudança
Pouco tempo depois sua família mudou-se para a cidade de Baependi, no sul desse estado.

### Morte
Em Baependi viveu até 14 de junho de 1895, data de sua morte. Francisca foi sepultada dia 18 de junho no interior da capela dedicada a Nossa Senhora da Conceição, mandada construir por ela.

## Investigação
Acreditou-se por muito tempo que Francisca teria ficado órfã aos dez anos de idade, devido às informações presentes na única entrevista conhecida realizada com Chica.  No entanto, em 2014 o pesquisador Antonio Clarét Maciel Santos localizou o atestado de óbito da mãe de Francisca, alterando o entendimento da perda de sua genitora aos 35 anos de idade.

## Apostolado
Mulher humilde, era fervorosa devota de Nossa Senhora da Conceição, e, a pedido da mãe, passou a vida inteira a dedicar-se à prática de caridade. Leiga, foi chamada ainda em vida de "a mãe dos pobres", sendo respeitada por todos os que a procuravam, desde os mais humildes aos homens do Império. Durante 30 anos, reuniu doações para construir a capela de Nossa Senhora da Conceição, onde hoje funciona o Santuário da Conceição, na cidade mineira de Baependi. Francisca de Paula de Jesus era conhecida por Nhá Chica, sendo que "nhá" é corruptela de "sinhá", por sua vez corruptela de senhora, forma respeitosa de se tratar as mais velhas.

## Beatificação
Nhá Chica, ainda em vida, já passou a ser aclamada pelo povo como a Santa de Baependi, por sua fé. O Processo Informativo Diocesano começou em 16 de julho de 1993, tendo sido encerrado em 1995, quando foi para Roma. O Relator desse processo foi o padre José Luís Gutiérrez. A causa ficou parada até 1998, quando assumiram como Postulador o Frei Paolo Lombardo, OFM e como vice-postuladora a irmã Célia Cadorin, Ciic (mesma religiosa que atuou nas causas de Madre Paulina e Frei Galvão). Desde 1991 que Nhá Chica é reconhecida como Serva de Deus, título que recebeu oficialmente da Congregação para as Causas dos Santos do Vaticano.
Em 18 de junho de 1998 foi feito o reconhecimento de seus restos mortais, na presença de autoridades eclesiásticas, membros do Tribunal Eclesiástico pela Causa de Beatificação de Nhá Chica, da Comissão Histórica e de médicos legistas. Ainda em 1998, o Tribunal Eclesiástico Pela Causa de Beatificação de Nhá Chica apresentou à Diocese de Campanha um provável milagre para ser enviado e analisado pelo Vaticano.
A causa de Beatificação de Nhá Chica aguardava desde 2007 o anúncio de sua beatificação, quando uma graça foi atribuída a Nhá Chica. Ana Lúcia Meirelles Leite, uma professora moradora de Caxambu, em Minas Gerais, teria sido curada de um problema congênito no coração, caso considerado muito grave pelos médicos. A cura se teria dado sem a necessidade de intervenção cirúrgica, tendo então sido atribuída às orações pela intercessão de Nhá Chica. O fato se deu em 1995. A graça foi aceita pelo Vaticano, que analisa o pedido de beatificação. No entanto, o início da campanha pela canonização teve seu início ainda no ano de 1952. A instalação da Comissão em prol da Beatificação se iniciou em 1989, e foi depois instalada em definitivo no dia 14 de janeiro de 1992.
A publicação da Positio, documento que reúne todos os dados e testemunhos recolhidos durante a fase diocesana, corresponde à primeira etapa do processo de beatificação e aconteceu no dia 30 de outubro de 2001. O documento seguiu para o Vaticano para ser apreciado pela Congregação para as Causas dos Santos.

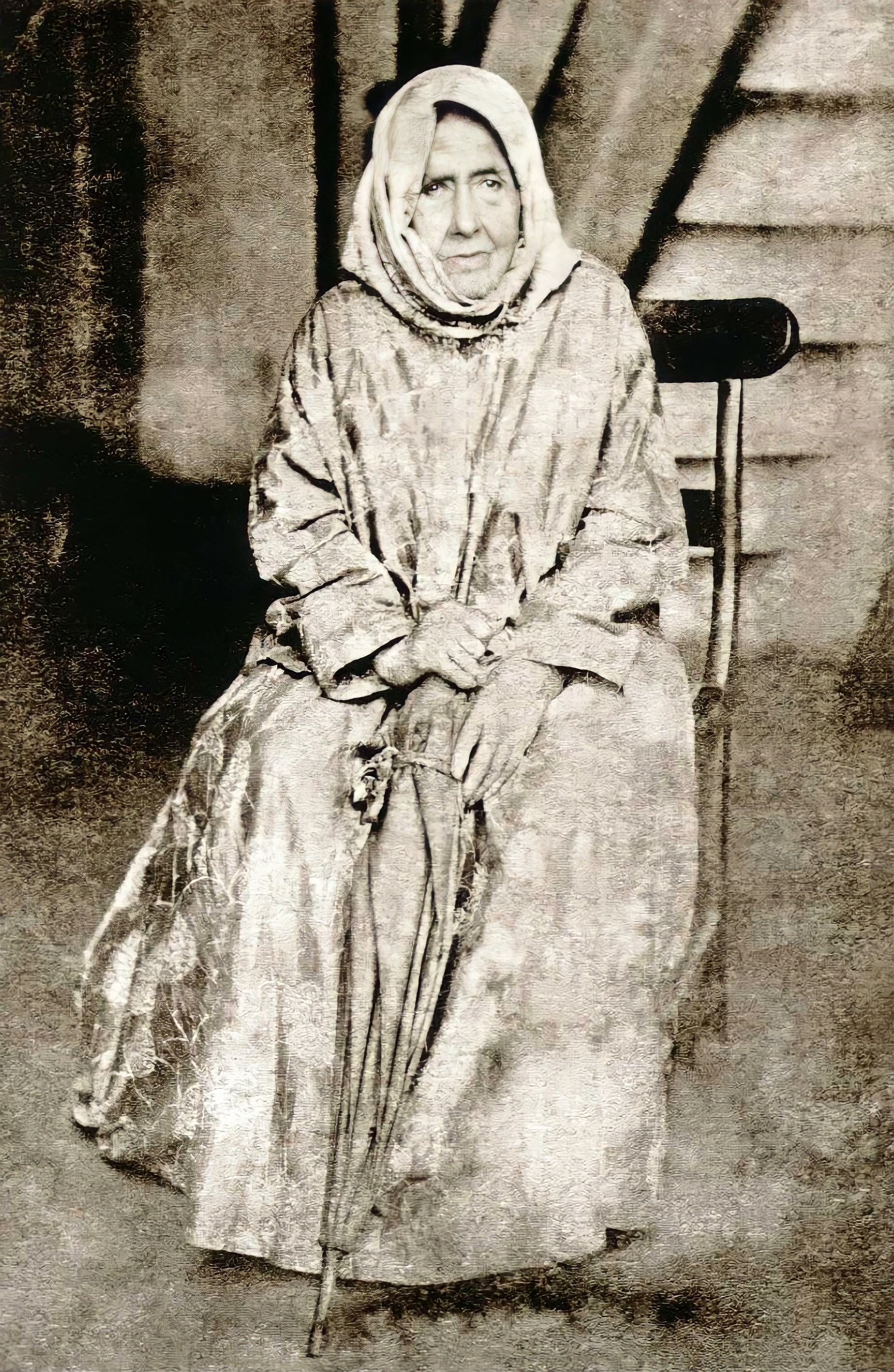
Fotografia de Nhá Chica, c. 1894

Em 30 de abril de 2004, os bispos brasileiros reunidos em sua 42ª Assembleia Geral da CNBB assinaram um documento pedindo a beatificação de Nhá Chica. O documento, que reuniu 204 assinaturas de Bispos de 25 estados brasileiros, foi encaminhado pela Diocese da Campanha ao então Papa João Paulo II.
No dia 8 de junho de 2010, a Congregação para as Causas dos Santos deu parecer favorável às virtudes da Serva de Deus Nhá Chica. Já em 14 de janeiro de 2011, o Papa Bento XVI aprovou o decreto da Congregação para as Causas dos Santos, que atestava as virtudes heróicas da Serva de Deus. Nhá Chica pôde receber o título de Venerável, estando assim mais próxima da beatificação.
Aguardou-se, desde então, o reconhecimento por parte da Santa Sé, do milagre da cura, atribuído à intercessão de Nhá Chica, da professora Ana Lúcia Meirelles Leite, até que no dia 13 de outubro de 2011, a Comissão Médica da Congregação para as Causas dos Santos, depois de analisar o possível milagre da cura de Ana Lúcia, declarou que a cura não teria explicação científica. Em 28 de junho de 2012, o Papa Bento XVI autorizou a Congregação para a Causa dos Santos a promulgar o decreto do milagre atribuído à intercessão de Nhá Chica.

### Cerimônia de beatificação
A beatificação aconteceu no dia 4 de maio de 2013, em Baependi, em cerimônia presidida pelo prefeito da Congregação para a Causa dos Santos, o cardeal Angelo Amato, representante da Santa Sé, que anunciou a data de 14 de junho como a festa litúrgica em memória de Nhá Chica. Desta forma, Nhá Chica se tornou a primeira leiga e negra brasileira a ser declarada beata pela Igreja Católica.